# Promitheas Patras BC
O Athlitikos Syllogos Promitheas Patras BC (em grego:  Αθλητικός Σύλλογος Πατρών «Προμηθέας») é um clube de basquetebol baseado em Patras, Grécia que atualmente disputa a Stoiximan.gr Liga A1. Manda seus jogos nos Dimitris Tofalos Arena com capacidade para 5.150 espectadores.

## Histórico de Temporadas
| Temporada | Nível | Liga    | Pos.                 | J                    | PL                   | Resultado            | Copa da Grécia    | Competições internacionais |
| --------- | ----- | ------- | -------------------- | -------------------- | -------------------- | -------------------- | ----------------- | -------------------------- |
| 2013-14   | 4     | Liga C  | 1                    | 14-3                 |                      | Promovido            |                   |                            |
| 2014-15   | 3     | Liga B  | 1                    | 24-2                 |                      | Promovido            |                   |                            |
| 2015-16   | 2     | Liga A2 | 4                    | 19-9                 | 3-3                  | Promovefinalista     |                   |                            |
| 2016-17   | 1     | Liga A1 | 9                    | 10-16                |                      |                      |                   |                            |
| 2017-18   | 1     | Liga A1 | 3º                   | 17-9                 | 2-3                  | Semifinalista        |                   | -                          |
| 2018-19   | 1     | Liga A1 | 4º                   | 16-10                | 5-5                  | Finalista            | Quartas de finais | 3 Liga dos Campeões OF     |
| 2019-20   | 1     | Liga A1 | Pandemia de COVID-19 | Pandemia de COVID-19 | Pandemia de COVID-19 | Pandemia de COVID-19 | Finalista         | 2 Eurocopa                 |
| 2020-21   | 1     | Liga A1 | 3º                   | 16-6                 | 4-4                  | Semifinalista        | Finalista         | 2 Eurocopa TR              |
| 2021-22   | 1     | Liga A1 | 5º                   | 12-12                | 2-3                  | Semifinalista        | Semifinalista     | 2 Eurocopa TR              |
| 2022-23   | 1     | Liga A1 | 5º                   | 12-10                | 1-2                  | Quartas de finais    | -                 | 2 Eurocopa QF              |
| 2023-24   | 1     | Liga A1 | 4º                   | 14-9                 | 1-2                  | Quartas de finais    | Semifinalista     | 3 Liga dos Campeões OF     |
| 2024-25   | 1     | GBL     | 4º                   | 11-11                | 2-3                  | Semifinalista        | Semifinalista     | 3 Liga dos Campeões R16    |

fonte:eurobasket.com

## Títulos

### Supercopa da Grécia
- Campeão (1): 2020

### Liga A2 (segunda divisão)
- Finalista (1):2015-16

### Liga B (terceira divisão)
- Campeão - Norte (1):2014-15

### Liga C (quarta divisão)
- Campeão - Sul 1 (1):1993-94, 1998-99